# 다이애나 토라시
다이애나 로레나 토라시(영어: Diana Lorena Taurasi, 1982년 6월 11일~)는 미국의 농구 선수로 포지션은 포인트 가드와 슈팅 가드이다. 역사상 가장 위대한 여자 농구 선수 중 한 명으로 현재 전미 여자 농구 협회(WNBA)의 피닉스 머큐리 소속으로 뛰고 있다. 코비 브라이언트의 별명 "블랙 맘바"에서 유래한 "화이트 맘바(영어: White Mamba)"라는 별명으로도 잘 알려져 있다. WNBA 올해의 신인상(2004), WNBA 3회 우승(2007, 2009, 2014), WNBA MVP(2009), WNBA 파이널 MVP(2009, 2014), WNBA 득점왕 5회(2006, 2008, 2009, 2010, 2011)를 달성했으며 WNBA 올스타에 10회 선정되었다. 2017년에 WNBA 역대 최다 득점자가 되었으며 2021년 6월에는 9000 득점을 돌파한 최초의 선수가 되었다. 미국 여자 대표팀의 선수로도 활약하여 올림픽 우승 6회, 월드컵 우승 3회(2010, 2014, 2018) 달성했으며 수 버드와 함께 2명 뿐인 올림픽에서 5회 우승한 미국 여자 농구 국가대표 선수 중 한 명이다. 또한 올림픽 금메달, 월드컵 금메달, WNBA 우승, NCAA 우승을 달성한 11명의 선수 중 한 명이다.